# Giovanni Invernizzi (Ruderer)
Giovanni Invernizzi (* 17. Juni 1926 in Mandello del Lario; † 16. Oktober 1986 in Abbadia Lariana) war ein italienischer Ruderer. 
Bei den ersten Ruder-Europameisterschaften nach dem Zweiten Weltkrieg, die 1947 in Luzern ausgetragen wurden, siegten Giuseppe Moioli, Elio Morille, Giovanni Invernizzi und Franco Faggi vor den Booten aus der Tschechoslowakei und der Schweiz. Im Jahr darauf gewannen die vier Italiener bei den Olympischen Spielen 1948 in London die Goldmedaille vor den Dänen und dem US-Boot. Die vier Ruderer von Moto Guzzi Mandello siegten auch bei den Europameisterschaften 1949 in Amsterdam und 1950 in Mailand. Bei den Olympischen Spielen 1952 in Helsinki schieden die Italiener im Hoffnungslauf aus. 